# Никон (Дегтяренко)
Епископ Никон (в миру Николай Фёдорович Дегтяренко; 19 декабря 1884, Глухов, Черниговская губерния — 21 августа 1937, Барабинск, Западно-Сибирский край) — епископ Русской православной церкви, епископ Красноярский и Енисейский.

## Биография
Родился 19 декабря 1884 года в Глухове Черниговской губернии в крестьянской семье.
В 1898 году окончил церковно-приходское училище.
В 1900 году поступил в Казанский Спасо-Преображенский монастырь, где до 1908 года был послушником. Был пострижен в монашество с именем Никон.
В 1906 году окончил учительскую семинарию посёлка Благовещенский завод Уфимской губернии.
В 1908 году окончил миссионерские курсы в Казани, после чего рукоположён в иеромонахи в городе Обдорске Тобольской губернии, был епархиальным миссионером 7 лет.
С 1915 года служил иеромонахом в Богородице-Алексеевском монастыре города Томска.
По данным следственного дела 1937 года, в 1916—1917 годы — игумен в Ардатовском мужском монастыре.
В 1920 году уже настоятель в Троицко-Селижаровском монастыре Тверской губернии.
Приехал в Москву из Селижаровского монастыря к епископу Варнаве с ходатайством о моем переводе в Самарскую епархию. 23 декабря 1921 года был арестован. 31 декабря отпущен.
В 1922—1924 годы — настоятель Николо-Пешношского монастыря.
6 декабря 1924 года в Николо-Пешношском монастыре иеромонах Никон хиротонисан во епископа Могилёвского.
В декабре 1924 года арестован. Приговорён к административной высылке в Киев. Выслан в Киев, откуда в марте 1925 года переведён в Москву, где жил без права выезда. Служил в различных храмах Москвы.
В 19 ноября 1925 года был арестован в Москве по делу митрополита Петра (Полянского). Никону было предъявлено обвинение в том, что он «оказывал содействие и укрывательство монархической группе церковников и мирян, ставившей своей задачей использование церкви и церковного аппарата для соединения воедино реакционных элементов, воздействие на верующую массу, монархическую агитацию и т. п.»
Полгода епископ Никон провёл в Бутырской тюрьме, освобождён под подписку о невыезде, затем снова арестован и выслан в Батум.
С 5 октября 1927 года — епископ Красноярский и Енисейский.
3 февраля 1928 года сорокачетырёхлетний епископ Никон ушел на покой и проживал в Енисейске.
В 1930 году был арестован. Приговорён к 5 годам концлагерей. Отбывал наказание в Мариинских лагерях, с 1932 года — в Бийске, с 1933 года — в Мариинске. В 1935 году после окончания срока наказания ему было назначено ещё 3 года ссылки.
Проживал в посёлке Новокурупкаевский Барабинского района Новосибирской области.
Арестован 27 июля 1937 года в ссылке по обвинению в антисоветской агитации. Приговорён тройкой УНКВД ЗСК 9 августа 1937 к Высшей мере наказания. Расстрелян 21 августа 1937 года.